# Abbadia Cerreto
Abbadia Cerreto é uma comuna italiana da região da Lombardia, província de Lodi, com cerca de 276 habitantes. Estende-se por uma área de 6,11 km², tendo uma densidade populacional de 46 hab/km².
Faz fronteira com Bagnolo Cremasco (CR), Crespiatica, Chieve (CR), Corte Palasio, Casaletto Ceredano (CR), Cavenago d'Adda.
O nome da Cidadezinha é assim, porque naquele territorio, em 1084 surgiu uma Abadia Beneditina.

## Demografia
| Variação demográfica do município entre 1861 e 2011                               |
|                                                                                   |
| Fonte: Istituto Nazionale di Statistica (ISTAT) - Elaboração gráfica da Wikipedia |